# Brookings (Oregon)
Pour les articles homonymes, voir Brookings.
Brookings est une ville américaine située dans le comté de Curry dans l'Oregon, dont la popuplation est estimée en 2006 à 6 315 habitants (la population de l'agglomération est de 13 000 habitants). La ville a été baptisée du nom de John E. Brookings, président de la Brookings Lumber and Box Company, qui a fondé la ville en 1908.
La ville est située entre l'océan Pacifique à l'ouest et les montagnes Klamath à l'est. Le fleuve Chetco se jette dans l'océan Pacifique au niveau de Brookings. Le climat de la ville est généralement chaud et ensoleillé, l'« effet Brookings » peut parfois entrainer de très fortes températures, même en hiver, lorsque des vents chauds provenant du Grand Bassin soufflent sur la ville.
Les environs de la ville ont été le théâtre de l'attaque aérienne de Lookout, le seul bombardement du territoire métropolitain des USA pendant la Seconde Guerre mondiale.
De nombreux retraités se sont installés dans la ville ces dernières années.
Brookings possède un aéroport (Brookings State Airport, code AITA : BOK).